# Линейни кораби тип „Орион“
„Орион“ (на английски: Orion) са серия британски линейни кораба. Линкорите от типа „Орион“ са проектирани в рамките на корабостроителната програма от 1909 г., когато в Адмиралтейството стигат до извода за недостатъчната мощност на 305-мм оръдия на ранните дредноути. Всичко в рамките на програмата в периода 1910 – 1912 г. са построени четири кораба от този тип. Всички те активно се използват в годините на Първата световна война, в т.ч. всичките четири вземат участие в Ютландското сражение. Службата им в следвоенните години е сравнително недълга: в съответствие с Вашингтонския морски договор от 1922 г. линкорите са снети от въоръжение в периода 1922 – 1926 г.

## История на разработването
През лятото на 1908 г. се появяват сведения за залагането в Германия на три нови линкора и един линеен крайцер и плановете за залагане през следващата година на същото количество кораби. Благодарение на политиката за икономии на правителството, оглавяемо от премиер-министра Аскуит, корабостроителната програма на Великобритания за 1908 г. предеижда залагането само на два капитални кораба – линкора „Нептун“ и линейния крайцер „Индифатигъбъл“. Обнародването на тези сведения предизвиква грандиозен скандал в пресата и възмущение сред обществеността. Великобритания се смята за владетелка на моретата и се придържа към двудържавния стандарт – нейният флот трябва а е първи по сила и най-голям сред флотовете, заемащи второ и трето място взети заедно. В новите условия към 1912 г. Германия би имала 13 линкора и линейни крайцера. Великобритания – 16.
В пресата се разгръща кампания по агитация за строителството на по-голямо количество кораби, изразяваща се в лозунга „Нужни са ни осем, и не искаме да чакаме“ на английски: „We want eight and we won`t wait“. В резултат на това е приета извънредна корабостроителна програма за 1909 г., която предвижда залагането на шест линкора и два линейни крайцера. Два от тези линкори са леко подобрени „Нептуни“ – линкорите от типа „Колосус“ с 50-калибрени 305-мм оръдия.
Четирите останали линкора са заложени по нов проект с 343-мм оръдия, разположени в диаметралната плоскост. От една страна, британците обръщат внимание на удачния проект за американския „Делауеър“, при когото оръдията са разположени в диаметралната плоскост, което позволява да има мощен бордови залп. От друга страна, британското 50-калибрено оръдие има малка живучест, което в допълнение към конструкцията с използване на укрепване на ствола се намотка от тел, води до неудовлетворителни характеристики по кучност на стрелбата.
При отсъствие на предишните финансови ограничения под ръководството на главния строител Филип Уотс са подготвени два проекта на линкори с 343-мм оръдия. Прехода към 343-мм 45 калибрени оръдия е логична стъпка – това позволява значително да се усили разрушителната мощ на снаряда, осигурява достатъчна точност на стрелбата, и самото оръдие е само с 0,2 м по-дълго. Разполагането на всичките 10 оръдия в диаметралната плоскост също позволява на всички тях да се използват в бордовия залп в достатъчно голям сектор от ъгли. Още една особеност става появата на горен броневи пояс над главната палуба.
Подготовени са два проекта – със скорост от 21 и 23 възела. При това първият се оценява на 2 милиона фунта стерлинги, а вторият на 2,5 милиона. Главният строител на флота Филип Уотс и ред от членовете на съвета на Адмиралтейството настояват за проекта с 23-възлова скорост, считайки, че новите германски линкори се планират именно с таката скорост, и британските линкори не трябва да им отстъпват по нищо. Но по-голямата част от членовете на съвета на Адмиралтейството счита такъв кораб за прекалено скъп и за последващо доработване е утвърден проекта „L“ със скорост от 21 възела.
Ако се съхранява съотношението дължина към ширина като на типа „Колосус“, ширината на корпуса на новия линкор би съставлявала 27,7 м, което ще повлече след себе си проблеми при експлоатацията – те не биха се вместили в съществуващите докове. За да се намали ширината на корпуса до 27 м, за новия линкор са разработени нови обводи на корпуса – мидълът е изместен към кърмата и има по-правоъгълна форма. Ръстът във водоизместимостта е безпрецедентен – с 2500 тона. Това е най-големият скок във водоизместимостта при проектиране на нови броненосци в британския флот.

## Конструкция

### Корпус
| Разпределение на проектното теглово натоварване | Разпределение на проектното теглово натоварване | Разпределение на проектното теглово натоварване | Разпределение на проектното теглово натоварване | Разпределение на проектното теглово натоварване |
|                                                 | Дълги тона                                      | Дълги тона                                      | Метрични тона                                   | Метрични тона                                   |
| Водоизместимост                                 | нормална                                        | пълна                                           | нормална                                        | пълна                                           |
| ----------------------------------------------- | ----------------------------------------------- | ----------------------------------------------- | ----------------------------------------------- | ----------------------------------------------- |
| Корпус                                          | 7950                                            | 7950                                            | 8077                                            | 8077                                            |
| Брониране                                       | 6460                                            | 6460                                            | 6563                                            | 6563                                            |
| Въоръжение                                      | 4000                                            | 4065                                            | 4064                                            | 4130                                            |
| Силова установка                                | 2420                                            | 2680                                            | 2459                                            | 2723                                            |
| Въглища                                         | 900                                             | 3275                                            | 914                                             | 3327                                            |
| Нефт                                            | 0                                               | 860                                             | 0                                               | 874                                             |
| Оборудване                                      | 670                                             | 812                                             | 681                                             | 825                                             |
| Запас водоизместимост                           | 100                                             | 100                                             | 102                                             | 102                                             |
| ОБЩО                                            | 22 500                                          | 26 202                                          | 22860                                           | 26 621                                          |

С разработката на проекта се занимават А. Уортингтън и Э. Мунки. Линейните кораби от типа „Орион“ имат корпус с извит форщевен, съхраняващ таранните обводи, закръглена кърма с пространство и полубак. Полубака достига до средата на кораба и нататък се стеснява към кула „Q“, за увеличаване на ъглите ѝ на стрелба. Корпуса на кораба е разделен от водонепроницаеми прегради на XXI отсека. Двойно дъно има на 76% от дължината на кораба. Способа за набор в конструкцията на корпуса е смесен. Съединяването на детайлите помежду им е чрез нитоване.
Проектната нормална водоизместимост е 22 500 дълги тона, фактически се оказва с 2200 дълги тона повече, отколкото при „Колосус“, и съставя 22 860 т (22 500 д.т.), пълната водоизместимост е 26 284 т (25 870 д.т.). Дължината между перпендикулярите съставлява 166,1 м, максималната – 177,1 м. Ширината на корпуса е 27 м, газенето при нормална водоизместимост е 8,38 м, при пълна – 9,55 м.
В наследство от „Колосус“ остава неудачното взаимно разположение фокмачтата и комина. За да може да се поставят на фокмачтата шлюпбалки, тя е разположена зад носовия комин. Обаче това води до задимяването на намиращия се на фор-марса пост за управление на артилерийската стрелба. Не е спасение дори това обстоятелство, че на „Орион“ в този комин излизат само 6 котела, вместо 12 (както е на „Колосус“). Бойната рубка при това е преместена напред относително останалата носова надстройка. Конструкцията на надстройките не е съвсем удачна. Тесен е мостика, щурманската рубка се намира срещу комина и е прекалено тясна. В крайна сметка цялата конструкция на мостиците е преправена, новата представлява двуетажна галерия, на долната част на която са разположени прожекторите.
Дължината в сравнение с „Колосус“ се увеличава с 10,67 м, а ширина – едва с 1,07 м, за сметка на което съотношението на дължината към ширината съставлява 6,56:1 и почти догстига „старчето“ „Минотавър“ (1863 г.) – 6,73:1. Метацентричната височина по проект съставлява 1,676 м. Нарасналото високоразположено тегло и по-голямото удължение на корпуса води до проблеми с устойчивостта – в първото си плаване „Ориона“ в Бискайския залив крена достига 20°. Този проблем е решен чрез поставянето на скулови килове с голяма дължина и ширина, наистина не колкото е необходимо, а компромисно, за да не се увеличава прекомерно подводната ширина, и корабите да могат да влизат в съществуващите докове.
Корабите имат два паралелни балансирни руля и обладават добра маневреност и неголям радиус на тактическа циркулация.
„Орион“ са снабдеби с две безщокови котви конструкция на Байерс с маса 7,11 т, една резервна безщокова котва с маса 7,11 т конструкция на Уестени-Смит и една кърмова котва с маса 2,13 т. Подема на котвите се осъществява с помощта на два носови шпила, задвижвани от парна машина с мощност 500 к.с. Събраната верига се съхранява във верижна кутия над отсека на шпиловата машина.
Спасителните средства се състоят от два парни полубаркаса с дължина 15 м, един парен катер с дължина 13 м, един ветрилно-гребен 11-метров полубаркас, три ветрилно-гребни 10-метрови катера, три 8-метрови велбота, една 9-метрова гичка, един 5-метров скифдинг и един 4-метров балсов сал.
Основната част от лодките и катерите са разположени на лодъчната палуба. За да се съхрани по време на бой тя за първи път е закрита от всички страни с броневи екрани с дебелина 25,4 мм, образувайки своеобразен кладенец, който повече не е повторен на нито един тип кораби.
За спускане и подем на спасителните средства е предназначена товарна стрела, поставена на фокмачтата. Част от лодките стоят на горната палуба и за работа с тях пред кула „Q“ и на кърмовата надстройка са поставени две товарни полумачти. Насрещу фокмачтата има също, по всеки борд, по един велбот на шлюпбалки.
Към момента на построяването корабите са снабдени с осем установки сдвоени 610-мм прожектори – общо 16. От всяка страна на носовата и кърмовата надстройки са разположени по две двойки прожектори. През 1917 г. всичките 610-мм прожектори, с изключение една двойка, са заменени с 914-мм. Поставени са седем прожектора – по един по страните на ходовия мостик, три около кърмовия комин и два на кърмовата палубна надстройка.
Камбаната за тревога (battle signal station) е разположена в задната част на бойната рубка. На главната палуба в средната част на кораба са разположени две радиорубки. Основната е снабдена с приемо-предаваща станция Mk I-34, спомагателната – със станция Type 3 с близък радиус на действие.
На „Орион“, така както и на всички британски дредноути, каюткомпанията, адмиралските каюти и каютите на офицерите се намират в носовата част, а кубриците за матросите и старшинския състав – в кърмата. Тази практика зпочва от „Дредноут“ и е предизвикана от желанието да се разположат офицерите по-близо до техните бойни постове, а матросите по-близо до котелните и машинните отделения. Но такова разположение предизвиква недоволство сред офицерския състав.
Каютата на командира на кораба се намира на палубата на полубака между носовия и кърмовия комини, офицерската каюткомпания – на горната палуба пред носовата кула „А“. Под каюткомпанията са разположени офицерските каюти. Каютите са доста тесни, а болшинството предмети от мебелировката са метални. Санитарните помещения за офицерския състав се намират под офицерските каюти. Столовата и мичманските каюти са разположени на главната палуба в носовата част. Кубриците за редовия състав са в кърмата на средната палуба. Над тях на главната палуба е разположен лазарета. На главната палуба между оръдейните кули „Q“ и „X“ са разположени кубриците за морските пехотинци, а под тях – тяхната баня.
Като флагмански помещения на горната палуба в средната част на кораба са оборудвани адмиралски апартаменти – салон, баня. Там, на горната палуба, по левия борд между комините, са разположени и помещенията за щаба.
Според щатното разписание за мирно време екипажа съставлява през 1911 г. на „Орион“ 754 души, на „Монарх“ – 738 души, през 1912 г. на „Тъндърър“ – 738 и на „Конкуерър“ – 752 души. Във военно време екипажа се увеличава, и според състоянието към 1918 г. съставя от 1090 до 1107 души.

### Въоръжение
Основното въоръжение на линкорите от типа „Орион“ са десет 343-мм 45-калибрени оръдия Мк. V, поставени в пет кули по диаметралната плоскост. Общата дължина на оръдията със затвора е 15 898 мм, а на нарезната част – 12 943 мм. Теглото на оръдието без затвора е 76 100 кг. Традиционно за британския флот скрепяването на ствола е осъществено с намотка от тел. Затворът е бутален, система Уелин, зареждането – картузно.
Метателният заряд се състои от 135 кг кордит MD45., позволяващ ускоряването на 574,5-кг бронебоен снаряд до начална скорост около 785 м/с. В боекомплекта влизат фугасни и бронебойни снаряди с кълпаче. В британския флоте 343-мм оръдия имат в боекомплекта си фугасни и бронебойни снаряди от два типа – „тежки“, с маса около 635 кг и „леки“, с маса от 567 до 574 кг. Въпреки това, системите за подаване в кулите на „Орионите“ не са приспособени за използването на по-тежките снаряди. На „Орионите“ са поставени кули модификация Mark II, на „Конкуерър“ – Mark III производство на Coventry Ordnance Works.
Ъгълът на подем на стволовете на оръдията съставлява от −3° до +20°. Стрелбата с бронебойния 567-кг снаряд на максимален ъгъл на възвишение на ствола на оръдието осигурява далечина на изстрела, равна на 21 780 м. Зареждането е възможно при всеки ъгъл на подем на ствола, а скорострелността съставлява около изстрел и половина в минута.
Сектора на стрелба за носовите и кърмовите кули съставлява 300°. Централната кула „Q“ има ъгли на стрелба от 30° до 150° по всеки борд. Боезапаса в мирно време съставлява по 80 снаряда на ствол. Във военно време се увеличава до 110 снаряда на ствол.
Снарядните погреби за всичките кули са разположени под зарядните. Всеки погреб, в случай на пожар, е снабден със система за оросяване и наводняване. Подема на изстрела от погребите към оръдието се осъществява на два етапа. Отначало снаряда от снарядния погреб, чрез транспортьор, се подава в джоба на заборника и с помощта на подемник се качва по подавъчната тръба на нивото на зарядния погреб. Там в него се натоварват два полузаряда. Всичките те заедно по подавъчната тръба се качват в подкуполното работно отделение. Тук се комплектува изстрела в подавателя. Към всяко оръдие върви своя огъната направляваща, по която подавателя с помощта на хидравлика той се качва в бойното отделение на кулата към оръдието. В камерата на оръдието, с помощта на верижен прибойник се дотиква отначало снаряда, а след това барутните заряди. След изстрела канала на ствола на оръдието се продухва със сгъстен въздух, смесен с въглеродна киселина, а камерата се охлажда с вода.
Передаването на данните за насочването на оръдията може да се осъществява както от поста за управление, така и с помощта на куполните прицели. Първоначално ъгъла на визиране е ограничен до +15°, но през 1914 г. са поставени приборите „супервъзвишение +6°“, позволяващи да се осъществи прицелване до максималния ъгъл на възвишение.
Противоминната артилерия се състои от 16 скорострелни 102-мм 50-калибрени оръдия Мк VII. Тяхната скорострельност съставлява до 8 изстрела в минута. Снаряда с маса 14,1 кг получава начална скорость от 873 м/с, което осигурява максимална далечина на стрелбата около 11 000 м. Боекомплекта съставля по 150 снаряда на оръдие – всичко 2400 снаряда.
На носовата и кърмовата надстройки са разположени по осем оръдия. Шест оръдия в носовата надстройка се намират в защитен от 76-мм броня каземат. Още две оръдия стоят зад 76-мм екрани на лодъчната палуба от двете страни на бойната рубка. Осемте кърмови оръдия са разположени в открити установки на два етажа. По време на войната те също са бронирани отпред със 76-мм екрани. През 1917 г. броя на 102-мм оръдия е съкратен до тринадесет.
Първоначално зенитно въоръжение на корабите от типа „Орион“ няма. През 1914 г. са поставени две 76-мм зенитни оръдия на Хочкис с патронно зареждане. В течение на войната те са заменени със 76-мм зенитни оръдия QF. Мк. I с боезапас по 150 изстрела на ствол.
Също по време на войната е поставено едно 102-мм оръдие QF. Мк. VII с ъгъл на възвишение 60° и боезапас от 75 изстрела. Към момента на влизането си в строй „Орионите“ имат на въоръжение 47-мм салютни оръдия Хочкис с боекомплект 64 холостни изстрела. Също има едно 76-мм десантно оръдие, пет 7,71-мм картечници „Максим-Викерс“ образец 1909 г. с боекомплект 5000 патрона и десет 7,71-мм ръчни картечници „Люис“ образец 1915 г. с боезапас 5000 патрона. Картечниците се използват от десантните партии на брега, за картечниците „Максим“ има въртящи се турели на парните катери и баркасите.
| Оръдие                                 | 13,5"/45 Mark V(L)     | 4"/50 BL Mark VII | 4"/50 BL Mark VII | 3"/45 20cwt QF HA Mark I | 47-мм Хочкис |
| -------------------------------------- | ---------------------- | ----------------- | ----------------- | ------------------------ | ------------ |
| Година на разработване                 | 1909                   | 1904              | 1904              | 1910                     | 1885         |
| Калибър, мм                            | 343                    | 102               | 102               | 76                       | 47           |
| Дължина на ствола, калибри             | 45                     | 50                | 50                | 45                       | 40           |
| Маса на оръдието, кг                   | 76 102                 | 2126              | 2126              | 1020                     | 240          |
| Скорострелност, изстрела/минута        | 1,5 – 2                | 6 – 8             | 6 – 8             | 12 – 14                  | 20           |
| Установка                              | B Mark II              | PIV               | HA Mark II        | ?                        | ?            |
| Ъгли на наклон                         | −3°/+20°               | −10°/+15°         | −10°/+60°         | −10°/+90°                | /+60°?       |
| Зареждане                              | картузно               | картузно          | картузно          | унитарно                 | унитарно     |
| Тип на снаряда                         | лек бронебоен Mark IIa | фугасен           | шрапнелен?        |                          | фугасен      |
| Тегло на снаряда, кг                   | 574,5                  | 14,06             | 14,06             | 5,67                     | 1,5          |
| Тегло и тип на метателния заряд        | 133 кг MD45            | 4,3 кг MD16       | 2,7 кг MD8        | 0,96 кг MD               | 0,24 кг MD   |
| Начална скорост, м/с                   | 787                    | 873               | 732               | 762                      | 574          |
| Максимална далечина, м                 | 21 780                 | 10 610            |                   |                          |              |
| Досегаемост по височина, максимална, м | —                      | —                 | ?                 | 11 340                   | 3000         |
| Ефективна, м                           | —                      | —                 | ?                 | 7160                     | 1100         |

Всеки кораб от типа „Орион“ има 7 бинокулярни далекомера „Бар и Струд“. Един с база 4,57 м е разполоцен на покрива на поста за управление на стрелбата. На покривите на кули „В“ и „X“ е поставен по 5,49 м далекомер. А на кули „A“, „Q“ и „Y“ по един 2,74 м. Още един 4,57 м далекомер е разположен в кърмовата част на лодъчната палуба на кърмовата надстройка и се използва за управление на торпедната стрелба. По-късно той е пренесен на рубката на поста за управление на торпедната стрелба.
В началото на 1912 г. от адмирал Пърси Скот, за новите кораби, е предложена система за централно управление на огъня. Същността на системата се свежда към това, че приборите на централния пост за управление, разположен на фор-марса, изработват ъглите за вертикално и хоризонтално насочване. Артилерийският офицер задава на своя прибор ъглите за насочване и, с помощта на синхронно предаване към подобни прибори в кулите, се настройват стрелките по скалите на нужните ъгли. Задачата на наводчиците в кулите се свежда към завъртането на кулите и оръдията до нужния установен ъгъл. След това, като оръдията са поставени на нужните ъгли, по сигнал от централния пост се произвежда залпа.
Прибора по чертежите на Скот е изготовен от фирмата „Викерс“ и е поставен на „Тъндърър“. След това са произведени сравнителни стрелби заедно с неснабдения с дадените прибори „Орион“. По щит 15×18 м от дистанция 42 каб. „Тъндърър“ за 3,5 минуты изстрелва на залпове 39 снаряда, от които 23 попадат в целта. „Орион“ за същото време изстрелва 27 снаряда, от които в целта попадат само четири. След такъв успех приборите „Викерс-Скот“ са поставени на всички линкори.
През 1917 г. на „Орионите“ са поставени „указатели за дистанцията до целта“ за ескадрена стрелба. Те имат вид на циферблат на часовник и са поставени на фокмачтата на рубката за управление на стрелбата, а втори такъв на кърмовата палубна надстройка.
Торпедното въоръжение се състои от три подводни 533-мм торпедни апарата с общ боезапас от дванадесет торпеда. Двата бордови се намрат в отсек на трюмната палуба в района на траверсната преграда пред барбета на кула „А“. Има също един кърмов торпеден апарат, който по-късно е свален. Подаването на торпедата в торпедния отсек се произвежда чрез специален люк в горната палуба. Преди изстрела се отваря капака на торпедната тръба и в нея ръчно от подавъчното устройство се подава торпедото. Изстрела на торпедото се осъществява със сгъстен въздух. В щатен режим въздуха се подава по тръбопроводи от специален компресор. За авариен пуск на торпедата във всеки отсек има бутилки със сгъстен въздух.
В края на войната част от британските линкори получава на въоръжение колесни изтребители за разузнаване и борба с дирижабли. Пуска им се осъществява от специална платформа, поставена на покрива на кулите на главния калибър, и е възможен само при завъртането на кулата срещу вятъра. Самолета е фактически еднократен – каца на сухопътен аеродрум или във водата. В качеството на изтребители се използват бипланите Сопуич „Кемъл“ или Сопуич „Пъп“. През 1917 г. полетните платформи са поставени на „Орион“ на кулите „В“ и „Q“, на „Конкуерър“ и „Тъндърър“ – на „В“ и „X“, а на „Монарх“ само една – на кула „В“. На всяка платформа е разположен само един самолет, за това на „Монарх“ той е само един, а на останалите има по два.

### Брониране
Бронирането на „Орион“ в сравнение с „Колосус“ е усилено. Бордът се защитава от три пояса с обща височина 6,25 м. Формално той се състои от двуконтурен главен и горен пояси. Долният главен броневи пояс от цементирана круповска броня получава дебелина 305 мм и има дължина 104,9 м или 59,3% от дължината на корпуса. Неговият горен край се намира на нивото на средната палуба, а долният край – на нивото на долната палуба, влизайки под водата на 1,22 при нормална водоизместимост. Пояса върви от средата на барбета на носовата кула „А“ до средата на барбета на кърмовата кула „Y“ и по цялото си протежение има постоянна дебелина, без изтъняване в подводната част. Главният пояс завършва с траверсни прегради, които са под ъгъл към външните части на барбетите на крайните кули. При носа тяхната дебелина съставлява 152 мм, в кърмата – 254 мм. В носовия край главният пояс на дължина 16,8 м продължава с пояс със 152-мм дебелина, завършвайки при 29 шпангоут. Нататък той продължава с 14,8 метров 102-мм пояс. На 15 шпангоут той завършва със 102-мм траверсна преграда, без да достига до форщевена на 12,8 м. В кърмата главният пояс продължава в пояс с дебелина 63,5 мм, завършвайки на 13,7 метра от ахтерхщевена с траверсна преграда със същата дебелина.
Над главния, между средната и главната палуби, има среден брониран пояс. По протежение той е същият, както и главният, но има дебелина 229 мм. Този пояс завършва в района на траверсните прегради, като краят му е под ъгъл към външните части на барбетите на кули „А“ и „Y“. В носа преградата има дебелина 152-м, а в кърмата – 254-мм. При носовия край, така както и главния, средният пояс продължава в пояси със 152-мм и 102-мм дебелина, завършвайки при 15 шпангоут със 102-мм преграда. В кърмовата част той продължава с пояс от 63,5-мм дебелина, също завършвайки на 13,7 метра от ахтерхщевена.
Горният пояс е разположен между горната и главната палуби и има дебелина 203 мм. Той е по-къс, отколкото главнят, и завършва в района на началото на барбетите на крайните кули. От него към средите на барбетите тръгват траверсни прегради. В носа е със 152-мм дебелина, а в кърмата – 203-мм. Той няма продължение към носа и кърмата, но в носовата част по 15 шпангоут има 38-мм преграда.
Хоризонталното брониране е разпределено между четири палуби. Бронирането на горната палуба има дебелина 38 мм на участъка между барбетите на кули „А“ и „Y“. Бронирането на главната палуба е с дебелина 38 мм и започва при траверсната преграда по 15 шпангоут и завършва на траверсната преграда на главния пояс в района на барбета на кула „А“. В кърмовата част главната палуба също има дебелина на бронята 38 мм от преградата в района на барбета на кула „Y“ до кърмовата траверсна 63,5-мм преграда. Бронирането на средната палуба има дебелина 25,4 мм между барбетите на кули „А“ и „Y“. Долната палуба, намираща се под КВЛ, в носовата част от форщевена до 102-мм траверсна преграда има дебелина 63,5 мм, а нататък до траверсната преграда на главния броневи пояс в района на барбета „А“ има дебелина 25,4 мм. В кърмовата част от траверсната преграда в района на кула „Y“ до кърмовата 63,5 мм траверсна преграда тя е с дебелина 76 мм. Зад нея, до форщевена, над рулевия механизъм, тя става карапасна (черупковидна) и има дебелина 102 мм.
Челните и страничните стени на кулите на главния калибър имат дебелина 279 мм. Кърмовата плоча има дебелина 203-мм. Предната част на покрива има дебелина 102 мм, а задната част – 76 мм. Броневия настил на пода има дебелина 76 мм.
Над палубата и в района, неприкрит с пояс, външните части на барбетите на кулите имат дебелина 254 мм, а вътрешните – 229 мм. На нивото на горния пояс външните части на барбетите – предния и задния на крайните кули и страничните бордови, имат дебелина 254 мм. Вътрешните части на барбетите на това ниво са бронирани със 179-229-мм плочи. В района, прикрит от средния пояс, дебелината на брабетите намалява до 76 мм. Но външните части на барбетите на крайните кули се прикриват с огънати по радиуса на барбета траверсни прегради в носа със 152-мм, а в кърмата с 254-мм дебелина. На височината на главния пояс бронирането е във вид на същите тези 152-мм и 254-мм огънати по радиуса траверсни прегради но ги имат само крайните кули.
Носовата надстройка, в района на батареята 102-мм оръдия, отпред и отстрани се защитава със 76-мм броня. А над каземата палуба има дебелина 25,4 мм. Кърмовата батарея противоминни оръдия се защитава само от противоосколъчни щитове.
Страничните стени на носовата бойна рубка имат дебелина 279 мм, покрива – 76 мм, а пода – 102 мм. Кълпака на бойната рубка има дебелина 102 мм. Стените на комуникационната тръба са с дебелина 127-мм. Разположеният на кърмата пост за управление на торпедната стрелба има стени с дебелина 152 мм и 76-мм покрив. Кожусите на комините имат брониране 25,4 – 38 мм.
Непрекъсната противоторпедна бронирана преграда няма. В района на погребите на главния калибър са поставени 25,4—38-мм броневи екрани.

### Силова установка
Силовата установка на корабите от типа „Орион“ се състои от два комплекта парни турбини Парсънс с пряко задвижване на валовете. Машинните отделения заемат дължина 20,7 м, разполагайки се в три отсека. Всеки комплект турбини се състои от турбини високо налягане за преден и заден ход и турбини ниско налягане за преден и заден ход. Те привеждат в движение четири трилопастни винта от манганов бронз. Разстоянието между външните и вътрешните винтове съставлява 6,5 м. Валовете на винтовете значително излизад от корпуса и се поддържат от стоманени V-образни кронщейни.
Турбините за високо налягане въртят външните валове, а за ниско – вътрешните. Турбините високо налягане са разположени в блиския към носа отсек. В централния са турбините ниско налягане. Следващият отсек заемат кондензаторите на пара. Двата главни заемат ограденото централно отделение, а по бордовете са разположени по един спомагателен кондензатор.
Пара турбините получават от 18 водотръбни парни котли, разположени по шест в три котелни отделения. Дължината на всеки отсек съставлява 11,58 м, а сумарно – 34,74 м. На „Монарх“ са поставени котли „Яроу“, на останалите – „Бабкок и Уилкокс“]]. Котлите са оборудвани с три инжектора за впръскване на нефт с производителност 136,1 кг нефт на час всеки. За да се снижи задимяването на фор-марса, на носовия комин са изведени димоходи от шест котела, а на кърмовия – дванадесет.
Номиналната мощност на силовата установка съставлява 27 000 к.с., което трябва да осигури скорост от 21 възела. На изпитанията на мерната миля в Полперо всички кораби достигат мощност 27 000 к.с., освен „Орион“, като достатъчно леко превишават скоростта от 21 възела. „Орион“, не достига скорост от 21 възела, той има експериментални четирилопастни винтове. Към това след неговия оглед се установява огъване на единия от валовете. След замяната на вала и винтовете със стандартните трилопастни, той също успява да развие скорост над 21 възела.
Нормалният запас въглища съставлява 900 дълги тона. Пълният запас гориво е 3300 д. тона и 800 т нефт. Разхода на въглища за денонощие, при 10-възлов ход, съставлява 122 тона. Далечината на плаване на скорост 17 – 18 възела съставя 4110 мили, а на 10-възлов ход с използването на нефт – 6730 морски мили.
Два турбогенератора с мощност 400 кВт осигуряват на кораба електроенергия с постоянно напрежение 200В. Генераторите са разположени в трюмната палуба и чрез централното разпределително табло снабдяват с електроенергия всички корабни устройства. Освен тях на кораба има аварийна динамо-машина с мощност 100 кВт, работеща от спомогателен парен двигател.

## Представители на серията
| Название                | Корабостроителница  | Залагане           | Спускане на вода   | Приемане на въоръжение | Съдба                                    |
| ----------------------- | ------------------- | ------------------ | ------------------ | ---------------------- | ---------------------------------------- |
| Орион HMS Orion         | Portsmouth Dockyard | 29 ноември 1909 г. | 20 август 1910 г.  | 2 януари 1912 г.       | предаден за скрап през декември 1922 г.  |
| Монарх HMS Monarch      | Armstrong           | 1 април 1910 г.    | 30 март 1911 г.    | март 1912 г.           | потопен като мишена на 20 януари 1925 г. |
| Тъндърър HMS Thunderer  | Thames IW           | 13 април 1910 г.   | 1 февруари 1911 г. | юни 1912 г.            | предаден за скрап през декември 1926 г.  |
| Конкуерър HMS Conqueror | Beardmore           | 5 април 1910 г.    | 1 май 1911 г.      | 1 декември 1912 г.     | предаден за скрап през декември 1922 г.  |

### Строителство
Линейните кораби от типа „Орион“ се строят в условия на секретност. За дезинформиране на германското разузнаване новите 343-мм оръдия получават в Адмиралтейството официалното обозначение „12-дюймово оръдие тип „А““. Въпреки това, не е наложена забрана за публикуването на сведения за новите оръдия, за това истинският калибър на оръдията става тайна на Полишинел. Вскоро след залагането в пресата се появяват реалните характеристики на оръдията, на основа на които може да се заключи, че калибъра на оръдията превишава 305 мм. Въпреки това, официално фарса с именуванието продължава и даже през 1913 г. ежегодника „Браси“ съобщава на читателите си, че новите линкори са въоръжени с 305-мм оръдия тип „А“ с дължина на ствола 45 калибра.

### „Орион“
Заложен в държавната корабостроителница в Портсмът на 29 ноември 1909 г. Спуснат на вода на 20 август 1910 г. Главната енергетична установка е произведена от машиностроителния завод в Уолсенд. „Орион“ излиза на изпитания през септември 1911 г. Общата стойност на построяването съставя 1 855 917 фунта стерлинги: 1 711 617 за строежа и 144 300 за оръдията. През януари 1912 г. „Орион“ влиза в състава на флота и е включен в състава на 2-ра ескадра линейни кораби на флота на метрополията. Преди войната при обединяването на флотовете 2-ра ескадра влиза в състава на Гранд Флийт.
През 1913 г. по време на плаване в Бискайския залив се проявява силно бордово люлеене, за неутрализирането на което на всички кораби от серията са поставени широки скулови килове. По време на Ютландското сражение „Орион“ плава пети в колоната на 2-ра ескадра линкори. По време на боя „Орион“ предположително има четири попадения в линейния крайцер „Лютцов“, при това без самият той да получава повреди.
През септември 1920 г. „Орион“ е изваден в резерва. Според резултатите на Вашингтонското съглашение е отписан от флота и на 19 декември 1922 г. е продаден за скрап.

### „Монарх“
Заложен в частната корабостроителница на „Армстронг, Уитуорт и Ко“ в Елсуик на Тайн на 1 април 1910 г. ГЕУ е произведена от фирмата „Хоторн“. Първоначално получава името „Кинг Джордж V“, обаче по-късно е преименуван на „Монарх“. Спуснат на вода на 30 март 1911 г. и на 6 ноември 1911 г. излиза за заводски изпитания. Общата му стойност съставя 1 888 736 фунта, в т.ч. 146 900 за оръдията. Влиза в състава на флота на 31 март 1912 г. и е зачислен във 2-ра ескадра линкори на флота на Метрополията.
На 8 август 1914 г. по време на учебни стрелби е неуспешно атакуван от германската подлодка U-15. На 15 декември 1914 г. в състава на 2-ра ескадра участва в опита за прехващане на германските линейни крайцери, обстрелващи британското крайбрежие. На 31 май 1916 г. участва в Ютландското сражение, плавайки шести в бойната линия след разгръщането. Няма загуби в боя, сведения за негови попадения в германски кораби не са постъвали.
На 1 октомври 1919 г. влиза в състава на Резервния флот. През септември 1920 г. е изваден в резерв. На 5 май 1922 г. е зачислен в списиците на корабите, подлежащи на отписване според условията на Вашингтонското съглашение. Избягва го, от август 1922 до януари 1925 г. служи като учебен кораб, а след това се използва като кораб-мишена. На 20 януари 1925 г. по време на съвместни учения е атакуван от бомбардировъчната авиация, а след това – на обстрел от 203-мм оръдия на тежки крайцери. Същата вечер е обстрелян от линейните кораби, остава на вода независимо от обширните разрушения. През нощта, на светлината на прожектори, е разстрелян и потопен от огъня на линкора „Ривендж“.

### „Тъндърър“
Заложен в частната фирма „Темз Айрън Уоркс“ на 13 април 1910 г. Там е направена и главната енергетична установка. Спуснат на вода на 1 февруари 1911 г. През март 1912 г. излиза на заводски изпитания. Общата стойност на построяването е 1 892 823 фунта стерлинги, в т.ч. 146 900 за оръдията.
Влиза в състава на флота през юни 1912 г. Служи във 2-ра ескадра линкори. По време на Ютландското сражение, на 31 май 1916 г., плава осми в бойната линия. Няма загуби и повреди. След края на войната, на 1 октомври 1919 г. влиза в състава на Резервния флот.
На 5 май 1921 г. е преоборудван в учебен и служи като такъв от юни 1921 до август 1926 г. На 31 август е заменен от монитора „Еребус“ и е включен в списъка на кораби, подлежащи на унищожаване според условията на Вашингтонското съглашение. Продаден е за скрап през ноември 1926 г. и на 14 април 1927 г. пристига в Блит (на английски: Blyth) за разкомплектова за метал.

### „Конкуерър“
Заложен на частната корабостроителница „Бердмор“ на 5 април 1910 г. ГЕУ е произведена от същата фирма. Наречен е в чест на Уилям I Завоевателя (на английски: William the Conqueror). Спуснат на вода на 1 май 1911 г. Общата стойност на построяването му съставя 1 891 164 фунта, в т.ч. 146 900 за оръдита. След изпитанията, през ноември 1912 г., влиза в състава на флота. Както и всички линкори от типа „Орион“, служи във 2-ра ескадра линкори от флота на Метрополията.
На 31 май 1916 г. по време на Ютландското сражение плава седми в бойната линия, обстрелвайки „Фридрих дер Гроссе“. След отхода на германските дредноути потопява един от прикриващите ги миноносци. Сам няма повреди и загуби. През юни 1921 г. е преведен в състава на Резервния флот. През юни 1922 г. е включен в списъците на корабите, подлежащи за списване според условията на Вашингтонското съглашение. Продаден за скрап на 19 декември 1922 г.
|  |  |  |  |

## Оценка на проекта
В сравнение с предходните типове дредноути, линкорите от типа „Орион“ са качествен скок. Значителното усилване на бойната мощ е осигурено от използването на новите 343-мм оръдия. Скока е толкова съществен, че „орионите“ са отнесени към „свръхдредноутите“ и предизвикват нова вълна в гонката във военноморските въоръжения. Прехода към 343-мм 45-калибрени оръдия е до известна степен по принуда. Ръст на дулната енергия на оръдията може да се осигури или с увеличаването на началната скорост на снаряда чрез увеличаване на дължината на ствола, или чрез увеличаване на масата на снаряда по метода на повишаване на неговия калибър. Британските оръжейници използват укрепване на ствола с намотка от тел, поради което при 50-калибреното 305-мм оръдие при изстрел се наблюдава силна вибрация на ствола, то обладава лоша живучест и ниски характеристики по точност. При прехода към 343-мм калибър масата на снаряда нараства, което осигурява значителен ръст на дулната мощност и бронепробиваемостта. При това 45-калибреният ствол осигурява добри характеристики по кучност на стрелбата и живучест.
| Основни балистични данни за британските оръдия на главния калибър | Основни балистични данни за британските оръдия на главния калибър | Основни балистични данни за британските оръдия на главния калибър | Основни балистични данни за британските оръдия на главния калибър | Основни балистични данни за британските оръдия на главния калибър | Основни балистични данни за британските оръдия на главния калибър |
| Калибър (мм)                                                      | 305                                                               | 305                                                               | 343                                                               | 343                                                               | 381                                                               |
| ----------------------------------------------------------------- | ----------------------------------------------------------------- | ----------------------------------------------------------------- | ----------------------------------------------------------------- | ----------------------------------------------------------------- | ----------------------------------------------------------------- |
| Марка                                                             | X                                                                 | XI                                                                | V                                                                 | V                                                                 | I                                                                 |
| Дължина на ствола (калибри)                                       | 45                                                                | 50                                                                | 45                                                                | 45                                                                | 42                                                                |
| Тегло на оръдието без затвора (кг)                                | 57 708                                                            | 66 700,4                                                          | 76 198,4                                                          | 76 198,4                                                          | 98 704,4                                                          |
| Тегло на снаряда (кг)                                             | 385,55                                                            | 385,55                                                            | 566,98                                                            | 635,02                                                            | 870,89                                                            |
| Тегло на заряда (кг)                                              | 117                                                               | 139,25                                                            | 132,9                                                             | 134,78                                                            | 194,1                                                             |
| Начална скорост на снаряда (м/с)                                  | 869,25                                                            | 918,051                                                           | 787                                                               | 762,5                                                             | 747,25                                                            |
| Бронепробиваемост на снаряда (мм) при дулния срез                 | 406                                                               | 426                                                               | 439                                                               | 439                                                               | 457                                                               |
| Скорост на снаряда (м/с) на дистанция 9140 м                      | 579,5                                                             | 610                                                               | 579,5                                                             | 554,25                                                            | 554,25                                                            |
| Енергия на снаряда (мкг) на дистанция 9140 м                      | 6 587 723                                                         | 7 299 976                                                         | 9 688 010                                                         | 10 287 316                                                        | 14 107 700                                                        |
| Бронепробиваемост на снаряда (мм) на дистанция 9140 м             | 259                                                               | 284                                                               | 320                                                               | 318                                                               | 356                                                               |

Кулите за оръдията на главния калибър са разположени в диаметралната плоскост – по линейно-терасовидната схема. Това позволява в бордовия залп да са всичките десет оръдия. За сметка на отказа от бордовите кули се облекчава компоновката на вътрешните помещения. Плюс става и увеличаването на дълбочината на подводната защита за средните кули. Значително е усилено и бронирането. Дебелината на главния броневи пояс е доведена до 305 мм, над него по цялата дължина има горен 203-мм бронепояс. Всичко това предизвиква безпрецедентен ръст в проектната водоизместимост – скока от 2500 т по сравнение с предходния тип е най-големият в историята на британското линкоростроене. При това новите оръдия са само с 0,2 метра по-дълги при същия барбет. И макар кулата да се получава малко по-голяма, общият ръст в дължината на кораба съставя само 10,7 м. Ръстът на високото тегло качва центъра на тежестта и намалява метацентричната височина и за това за съхраняването ѝ на предишното ниво е увеличена и ширината на корпуса.
Заедно с това кораба не се избавя и от някои от недостатъците на предходните типове. Така например, независимо от това, че в предния комин са изведени само шест котела, а не 12, както при „Колосус“, задимяването и нагряването на носовия командно-далекомерен пост все още са значителни. Към недостатъците на проекта може да се отнесе и недостатъчният калибър на противоминната артилерия, и слабата противоминна защита. 102-мм калибър вече е недостатъчен за противодействие на „порасналите“ миноносци. Противоминната защита също не съответства на изискванията на времето. Вместо непрекъсната бронирана противоторпедна преграда „Орионите“ получават само бронирани екрани в района на погребите. А здравината на надлъжната преграда от корабостроителна стомана е явно недостатъчна за противодействието от подводни взривове. Това става една от причините за гибелта на идентичния по конструкция „Одейшъс“ (HMS Audacious), потънал от една-единствена мина.
|                                      | „Колосус“ · Великобритания | „Орион“ · Великобритания              | „Уайоминг“ · САЩ            | „Остфрисланд“ · Германия         | „Кайзер“ · Германия                      | „Кавачи“ · Япония                                   |
| ------------------------------------ | -------------------------- | ------------------------------------- | --------------------------- | -------------------------------- | ---------------------------------------- | --------------------------------------------------- |
| Година на залагане                   | 1909                       | 1909                                  | 1909                        | 1908                             | 1909                                     | 1909                                                |
| Година на влизане в строй            | 1911                       | 1912                                  | 1912                        | 1911                             | 1912                                     | 1912                                                |
| Водоизместимост, нормална, т         | 19 995                     | 22 555                                | 26 416                      | 22 806                           | 24 724                                   | 21 156                                              |
| Пълна, т                             | 23 063                     | 26 284                                | 27 680                      | 24 700                           | 27 000                                   | 23 266                                              |
| Тип СУ                               | ПТ                         | ПТ                                    | ПТ                          | ПМ                               | ПТ                                       | ПТ                                                  |
| Мощност, к.с.                        | 25 000                     | 27 000                                | 28 000                      | 28 000                           | 28 000                                   | 25 000                                              |
| Максимална скорост, въз.             | 21                         | 21                                    | 20,5                        | 20,5                             | 21                                       | 20                                                  |
| Далечина, мили (на скорост, въз.)    | 6680 (10)                  | 6730 (10)                             | 6680 (10)                   | 5500 (10)                        | 7900 (12)                                | 2700 (18)                                           |
| Брониране, мм                        |                            |                                       |                             |                                  |                                          |                                                     |
| Пояс                                 | 279                        | 305                                   | 279                         | 300                              | 350                                      | 305                                                 |
| Палуба                               | 45 – 102                   | 45 – 102                              | 35 – 63                     | 55 – 80                          | 60 – 100                                 | 30                                                  |
| Кули                                 | 279                        | 279                                   | 305                         | 300                              | 300                                      | 280                                                 |
| Барбети                              | 279                        | 254                                   | 254                         | 300                              | 300                                      | 280                                                 |
| Рубка                                | 279                        | 279                                   | 292                         | 300                              | 350                                      | 254                                                 |
| Схема на разполагане на въоръжението |                            |                                       |                             |                                  |                                          |                                                     |
| Въоръжение                           | 5×2×305/50 16×1×102 3 ТА   | 5×2×343/45 16×1×102/50 4×1×47-мм 3 ТА | 6×2×305/50 21×1×127/51 2 ТА | 6×2×305/50 14×1×150 14×1×88 6 ТА | 5×2 – 305/50 14×1 – 150/45 8×1 – 88 5 ТА | 2×2×305/50 4×2×305/45 10×1×152 8×1×120 12×1×76 5 ТА |

## Коментари
1. ↑  Разчетни
2. ↑  Салютно оръдие
3. ↑  Съществува и тежкият 639,6 кг бронебоен Mark IIIa (Greenboy), използван от последващите типове линкори с 343-мм оръдия – „Кинг Джордж V“ и „Айрън Дюк“. Но системата за подаване на 343-мм кули на „Орионите“ не са приспособени за тяхното използване.
4. ↑  Разминаване според източниците. Паркс, стр. 9 и справочника на Конуей, стр. 28 привеждат данни за това, че в периода 1917 – 1918 г. само на „Тъндърър“ са поставени две платформи на кулите „В“ и „X“, а на останалите има само по една платформа на кула „В“.